# Гзак Белюкович
Гзак або Гза, Кза (*д/н — після 1205) — половецький хан з придніпровських половців роду бурд (бурдж-оґли). Згадується у «Слові про полк Ігоров» та хроніці Микити Хоніата (як Котзас).

## Життєпис
Належав до клану бурд-огли (в руських літописах згадуються як бурчевичі). Був сином (можливо старшим) хана Белюка (за іншою версією — Тааза). Мав окремі вежі від батька, які було пограбовано 1167 або 1168 року князем Олегом Святославичем, князем Сіверським, під час його спільного походу з Ярославом Всеволодовичем, князем Чернігівським, було захоплено дружину і дітей Гзака.
У 1170-х роках став готувати реванш проти руських князівств, уклавши союз із придонецькими половцями, зокрема Кончаком. У 1185 разом із Кончаком та іншими ханами переміг військо Ігоря Святославича. Гзак послав гінця до Києва з пропозицією обмінятися полоненими (Ігоря на дружину і дітей). Тому Гзак відмовився від пропозиції Кончака відпустити полонених, звільнивши лише Ігоря Святославича з його сином — молодим княжичем Володимиром.
Після цього війська Гзака пограбували поселення на Сеймі, що розташовувались поблизу Путивля. Ігор Святославич помстився Гзаку, здійснивши проти нього два походи.
Проте це не припинило набіги Гзака, який у 1193 році разом з іншими половецькими ханами (можливо, й Оселуком) атакував Переяславське князівство. Втім результату походу невідомо.
У 1205 році на заклик болгарського царя Калояна рушив на допомогу проти Латинської імперії. На чолі 14 тис. кіннотників брав участь у битві при Адріанополі, що відбулася того ж року. В ній лицарі зазнали нищівної поразки, а імператор Балдуїн I потрапив у полон.
Про подальше життя відсутні відомості.